# La Bille bleue
Pour les articles homonymes, voir bille.

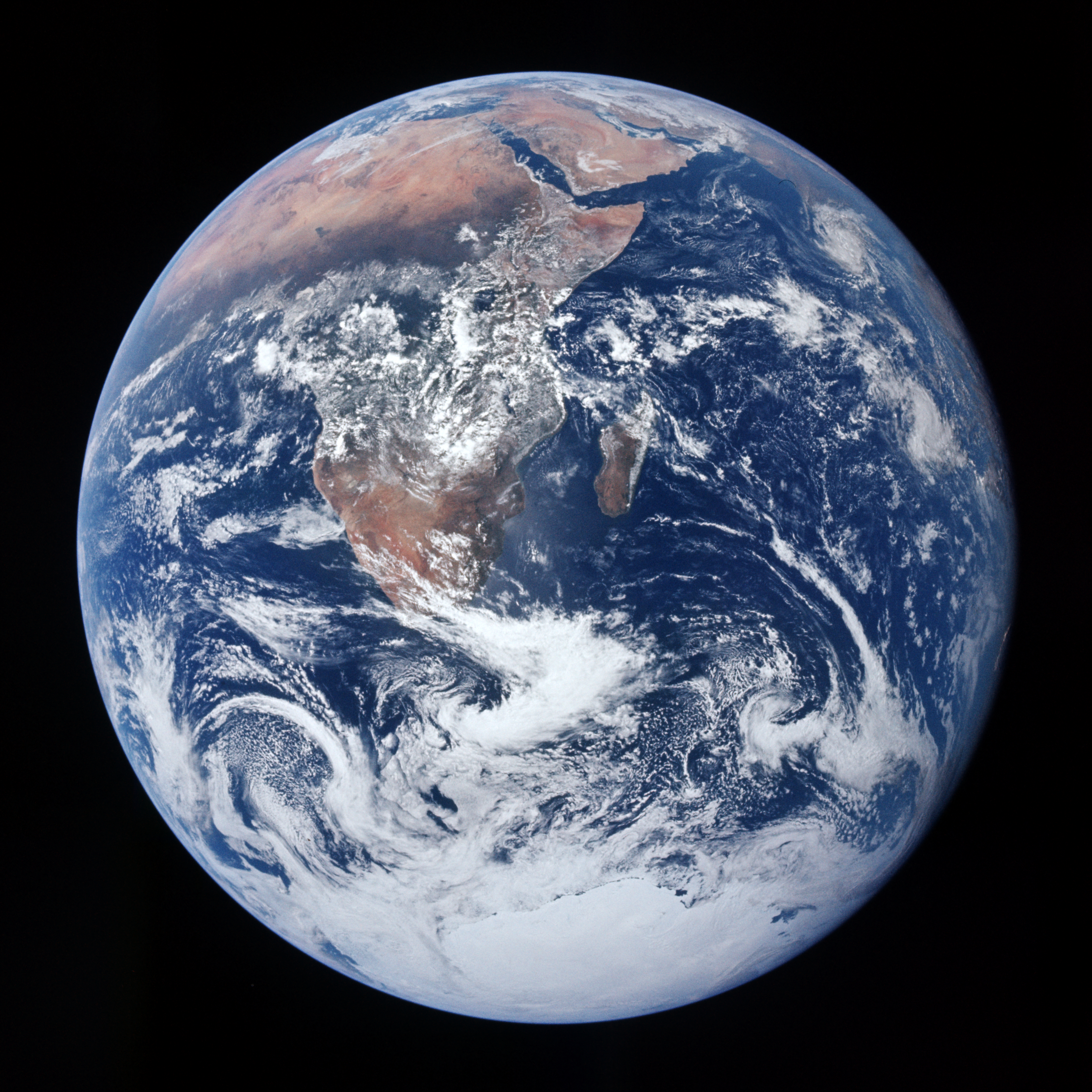
La Bille bleue : vue de la Terre par l'équipage d'Apollo 17 lors de leur voyage vers la Lune.

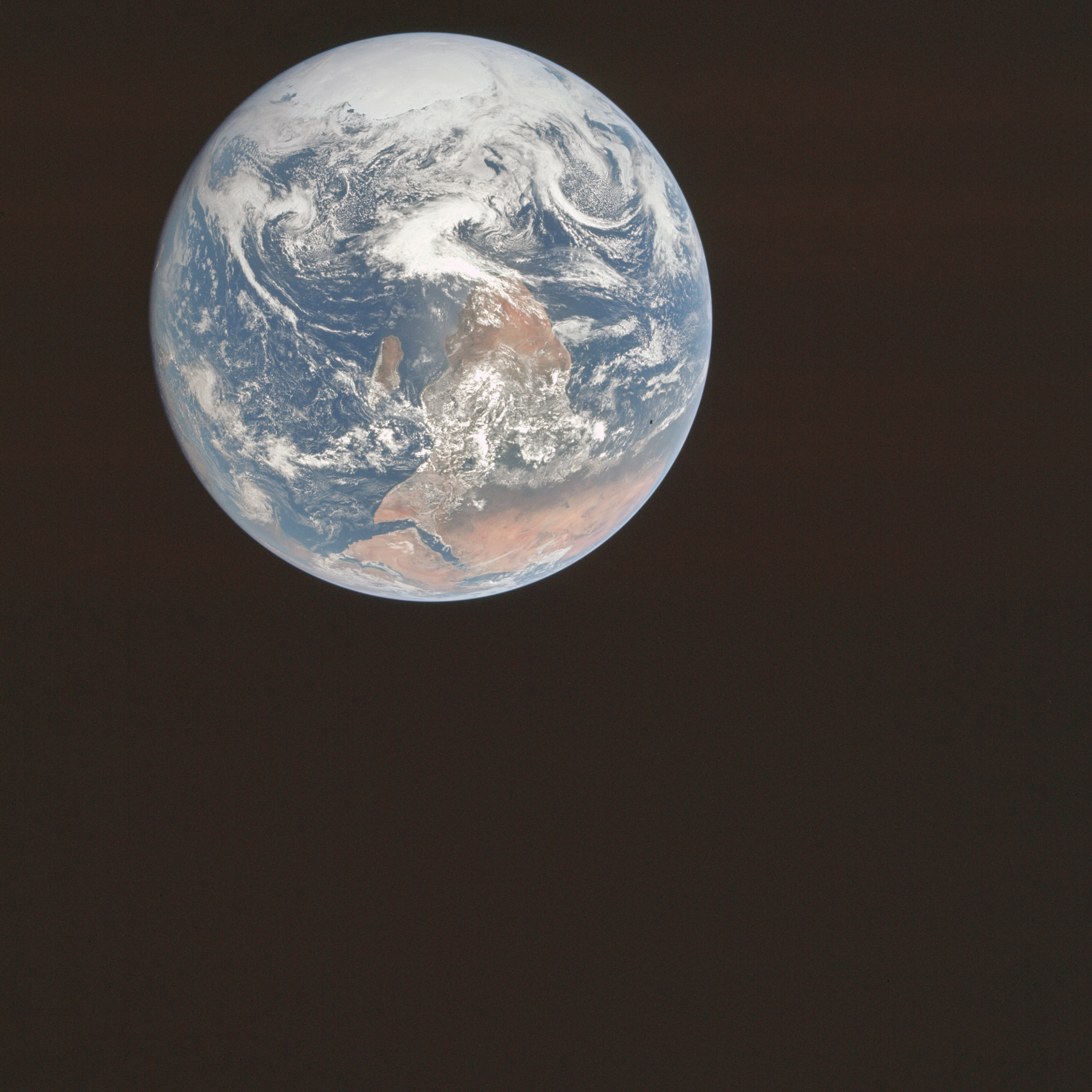
Photographie originale (AS17-148-22727), avant recadrage, étalonnage des couleurs, et avec le pôle sud en haut, en raison de l'orientation des astronautes lorsqu'ils ont pris la photographie,.

La Bille bleue (en anglais : « The Blue Marble ») est une photographie célèbre de la Terre prise le 7 décembre 1972 par l'équipage d'Apollo 17 lors de son voyage vers la Lune, à une distance d'environ 45 000 km.

## Commentaire original de la photo
Le commentaire original de la photo est le suivant :
« View of the Earth as seen by the Apollo 17 crew traveling toward the moon. This translunar coast photograph extends from the Mediterranean Sea area to the Antarctica south polar ice cap. This is the first time the Apollo trajectory made it possible to photograph the south polar ice cap. Note the heavy cloud cover in the Southern Hemisphere. Almost the entire coastline of Africa is clearly visible. The Arabian Peninsula can be seen at the northeastern edge of Africa. The large island off the east coast of Africa is the Republic of Madagascar. The Asian mainland is on the horizon toward the northeast. »
« Vue de la Terre telle qu'elle est apparue à l'équipage d'Apollo 17 lors de leur voyage vers la Lune. Cette photographie prise durant le transit entre la Terre et la Lune s'étend de la région méditerranéenne à la calotte glaciaire de l'Antarctique. C'est la première fois que la trajectoire d'une mission Apollo a permis de photographier les glaces du pôle Sud. Notez la forte couverture nuageuse dans l'hémisphère sud. Presque toute la côte de l'Afrique est visible clairement. On peut voir la péninsule arabique sur le bord nord-est de l'Afrique. La grande île au large de la côte est de l'Afrique est la République de Madagascar. Le continent asiatique est sur l'horizon, vers le nord-est. »

## Caractéristiques
C'est l'une des photos les plus répandues dans le monde. Cette image est la première et l'une des rares qui montrent une Terre complètement éclairée ; les astronautes avaient le Soleil derrière eux lorsqu'ils prirent la photo, et la trajectoire de leur mission leur a permis de photographier le pôle sud dans son intégralité. Ils l'ont baptisée ainsi car, pour eux, la Terre ressemblait sur cette photo à une bille de verre d'enfant.
Il existe en fait de nombreuses représentations similaires de la Terre qui, par extension, ont souvent reçu le même nom, mais jusqu'en 2015, la quasi-totalité de ces images étaient des réalisations composites, produites par l'assemblage d'une mosaïque de multiples images satellitaires,. Plusieurs images non-composites de la Terre complètement éclairée ont toutefois été produites entre 1972 et 2015, notamment par les satellites Galileo, Lunar Reconnaissance Orbiter (LRO) ou encore GOES.
Depuis le 20 juillet 2015, le satellite Deep Space Climate Observatory (DSCOVR) de la NASA, placé à un point de Lagrange à 1,5 million de kilomètres de la Terre, fait parvenir en continu des photos non-composites de la Terre complètement éclairée grâce à sa caméra Earth Polychromatic Imaging Camera (EPIC), ; les images de ce satellite sont diffusées sur un site web dédié.

## Commentaires des astronautes
« Quand vous êtes à 250 000 miles [environ 400 000 km] de la Terre et que vous la regardez, elle est très belle. Vous pouvez voir la circularité. Vous pouvez voir du pôle Nord au pôle Sud. Vous pouvez voir à travers les continents. Vous recherchez les ficelles qui la tiennent, un quelconque point d'appui, et ils n'existent pas. Vous regardez la Terre et autour, l'obscurité la plus noire que l'homme puisse concevoir. »

— Eugene Cernan, Mission Apollo 17

## Influence

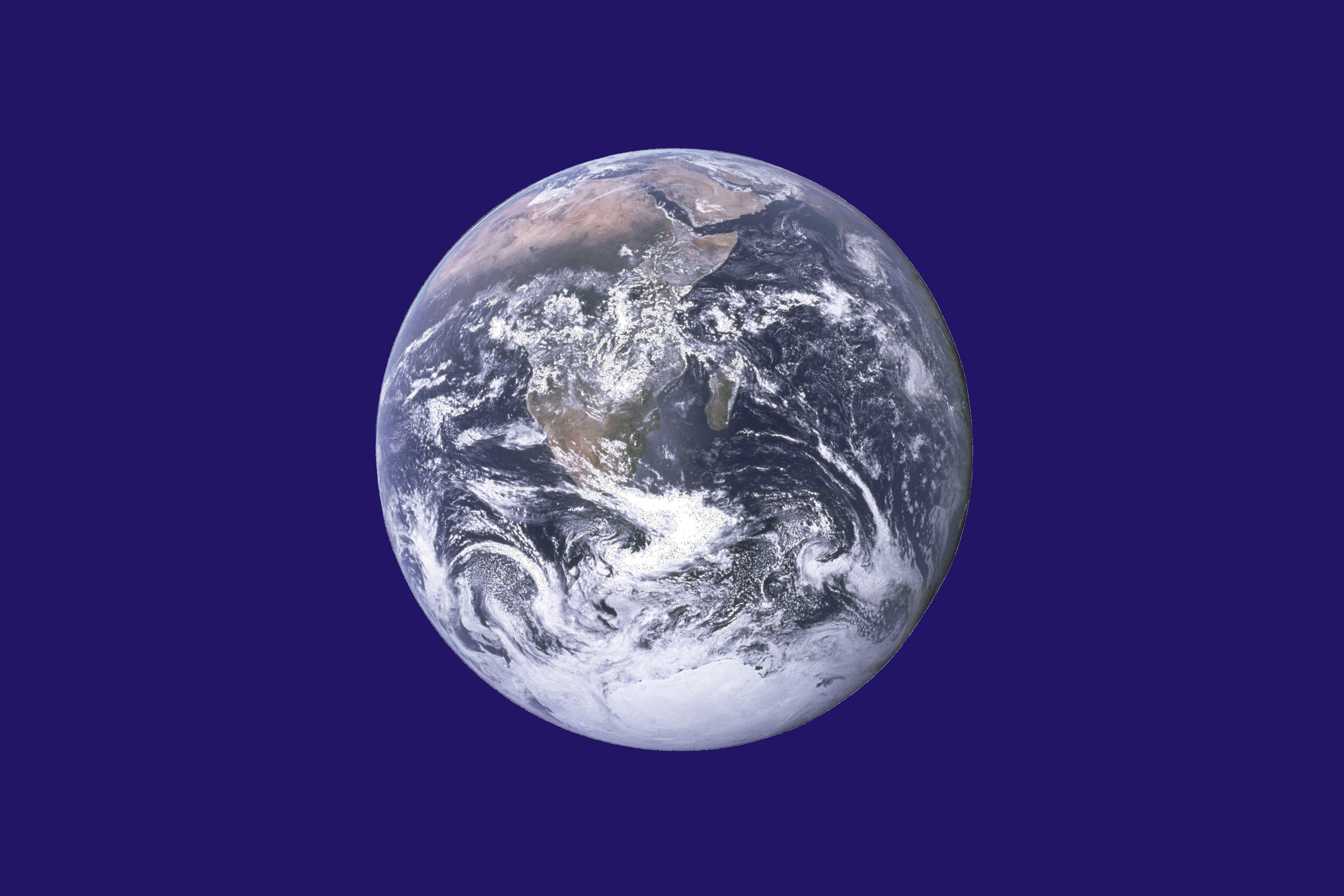
Le drapeau de la Terre de John McConnell.

Tout comme le Lever de Terre, La Bille bleue illustre la finitude planétaire. Sa publication génèrera de ce fait un effet de surplomb au sein de l'opinion publique, qui donnera naissance aux premiers mouvements écologistes[réf. nécessaire].
Ainsi, La Bille bleue apparaît à partir de 1973 sur le drapeau de la Terre proposé par le militant pacifiste et écologiste John McConnell (en) pour le jour de la Terre qu'il a fondé.
La Bille bleue est aussi présente en 2006 dans les films d'Al Gore, Une vérité qui dérange et Une suite qui dérange.